# Вэньшэн
Вэньшэ́н (кит. упр. 文圣, пиньинь Wénshèng) — район городского подчинения городского округа Ляоян провинции Ляонин (КНР). Исторический центр Ляояна.

## Происхождение названия
Название района составлено из иероглифов «культурный» и «святой». Согласно «Хроникам уезда Ляоян», во времена империи Мин в годы правления под девизом «Хунъу» в этих местах находился храм Конфуция, знаменитый строгим отношением к ритуалам. От того, что этот святой храм был местом высокой культуры, эти земли и стали называть «культурными» и «святыми».

## История
Район был образован в 1958 году путём объединения восточной части города Ляоян и района Цинъян. В 1968 году он был переименован в Вэньминь (文革区), но в 1969 году ему было возвращено прежнее название.

## Административное деление
Район Вэньшэн делится на 1 уличный комитет, 2 посёлка и 1 волость.

## Соседние административные единицы
Район Вэньшэн на северо-западе граничит с районом Байта, а с остальных сторон полностью окружён районом Тайцзыхэ.